# Hongqi L5
La Hongqi L5 è una vettura prodotta dalla casa automobilistica cinese Hongqi a partire dal 2014.

## Caratteristiche

L5 decappottabile

Presentata nel 2013 allo Shanghai Auto Show, la L5 è considerata la vettura di produzione più costosa a listino in Cina ed è anche la vettura statale ufficiale della governo cinese, in quanto viene utilizzata dal segretario generale del partito comunista Xi Jinping. Viene venduta solo in Cina.
Un esemplare decappottabile della L5 è stato donato dalle autorità cinesi alla Bielorussia, dove viene utilizzata dall'esercito bielorusso come auto da parata, debuttando per la prima volta alla parata del giorno della vittoria di Minsk 2015.
La Hongqi L5 adotta le forme di una tipica berlina di fascia alta, con carrozzeria a tre volumi con quattro porte e dotata meccanicamente di trazione posteriore con motore anteriore-longitudinale benzina da 4,0 litri V8 turbo di origine Toyota che è collegato ad una trasmissione automatica a 6 marce, e un da 6,0 litri V12 collegato ad un cambio automatico a 8 rapporti.